# スタディオ・ベニート・スティルペ
スタディオ・ベニート・スティルペ（Stadio Benito Stirpe）は、イタリア・ラツィオ州フロジノーネにあるサッカースタジアム。フロジノーネ・カルチョがホームスタジアムとしている。

## 概要
設立計画は1970年代からスタートしていたが、財政難等が理由で2015年まで約30年間未完成のままだった。2015年にフロジノーネ・カルチョがセリエAに昇格すると計画は再び動き始め、50年の管理権をフロジノーネ・カルチョが落札し2017年に完成した。
スタディオ・ベニート・スティルペはユヴェントス・スタジアム、スタディオ・フリウーリに次ぐイタリアで3番目のクラブ所有のスタジアムになった。
フロジノーネ・カルチョの元会長であったベニト・スティルペに敬意を表してスタジアムの名を冠している。